# Julie Dorus-Gras

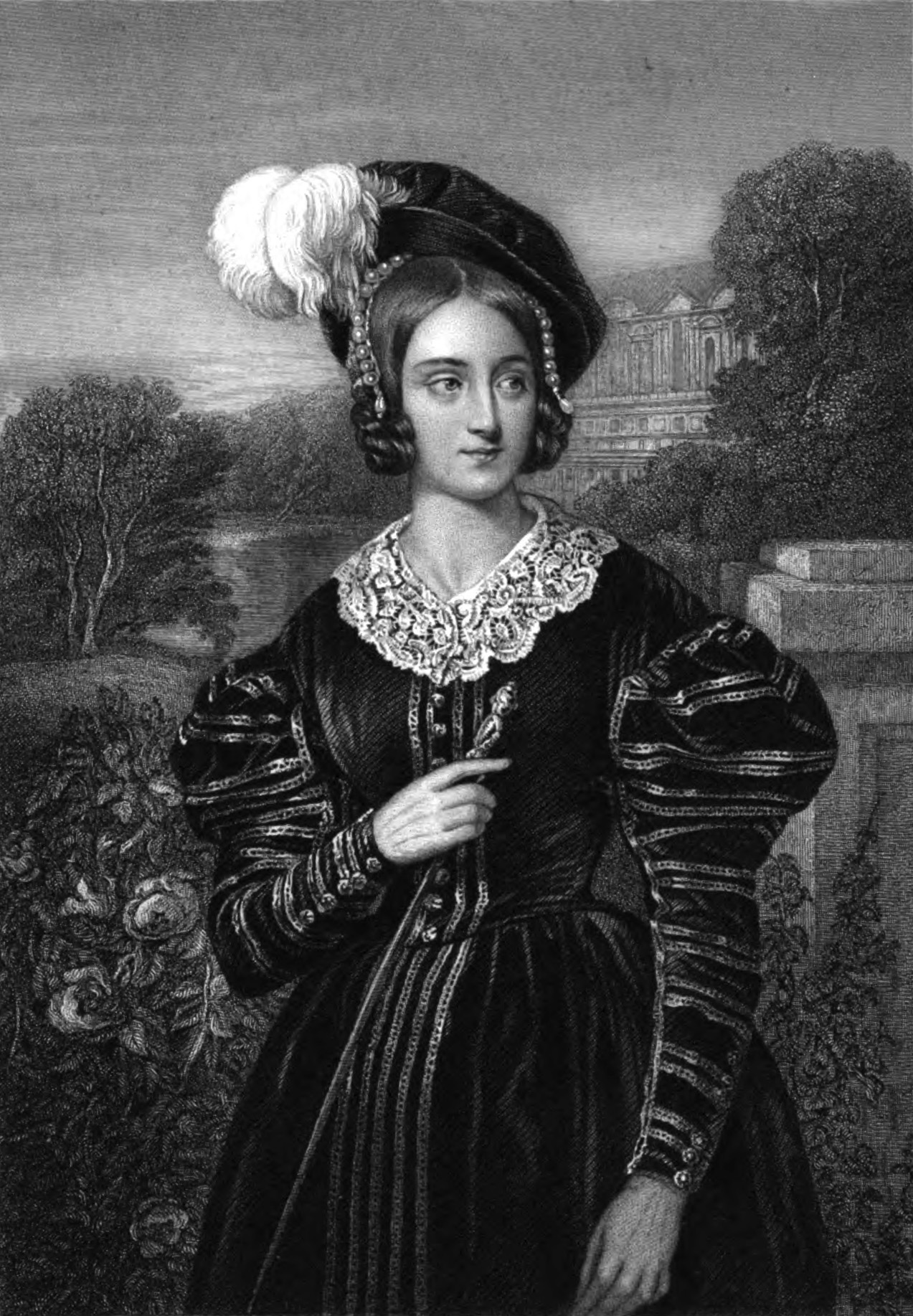
Julie Dorus-Gras in der Rolle der Marguerite de Valois in Meyerbeers Oper Les Huguenots (um 1836)

Julie Dorus oder Dorus-Gras (* 7. (?) September 1805 in Valenciennes; †  8. (?) Februar 1896 in Paris) war eine französische Opern- und Konzertsängerin und Gesangspädagogin belgischer Herkunft. Sie gehörte nach und neben Laure Cinti-Damoreau zu den ersten Koloratursopranen Frankreichs und sang in Uraufführungen einiger bedeutender Werke von Meyerbeer, Auber, Halévy und Donizetti.
Ihr eigentlicher Name war Julie Aimée Josephe van Steenkiste, aber sie trat von Anfang an unter dem Mädchennamen ihrer Mutter „Dorus“ auf, den sie später mit dem Namen ihres Ehemannes zu dem Doppelnamen „Dorus-Gras“ ergänzte.

## Leben und Wirken
Über ihr genaues Geburtsdatum herrscht eine gewisse Unklarheit in der Literatur, ihre Geburt wurde am „22. Fructidor im Jahr XIII“ nach dem französischen Revolutionskalender registriert, demnach wurde sie (wahrscheinlich) am 7. September 1805 geboren; andere Quellen geben jedoch den 9., 6. oder sogar den 17. September an.
Ihre erste musikalische Ausbildung erhielt Julie Dorus anscheinend bei ihrem Vater, der laut Escudier Orchesterleiter des Theaters von Valenciennes war. Der Flötist Louis Dorus war ihr Bruder.
Bei einem Konzert wurde man auf ihr großes Talent aufmerksam und der Magistrat ihrer Heimatstadt gewährte ihr ein Stipendium für ein Studium am Conservatoire in Paris. Ihre dortige Ausbildung begann sie im Dezember 1821, zunächst bei Blangini und Henri, später bei dem Tenor Marco Bordogni und dem Opernkomponisten Ferdinando Paër.
Schon bald wirkte Julie Dorus bei Kammerkonzerten des Königs mit und unternahm nach ihrem Studium eine Konzert-Tournee durch verschiedene Städte, die sie auch nach Brüssel ans Théâtre Royal (alias Théâtre de la Monnaie) führte. Dort bot man ihr prompt einen Vertrag als Opernsängerin an, den sie auch annahm.
Nach einigen Monaten dramatischen Unterrichts bei dem Bariton Guillaume Cassel feierte sie 1826 in Brüssel ihr erfolgreiches Operndebüt. Dort sang sie unter anderem auch die Partie der Elvira in Aubers Oper La muette de Portici, sowohl 1829 in der lokalen Premiere als auch in der historisch denkwürdigen Vorstellung am 25. August 1830, in welcher das Publikum angeregt durch die Handlung auf die Barrikaden ging und die Belgische Revolution ausgelöst wurde.

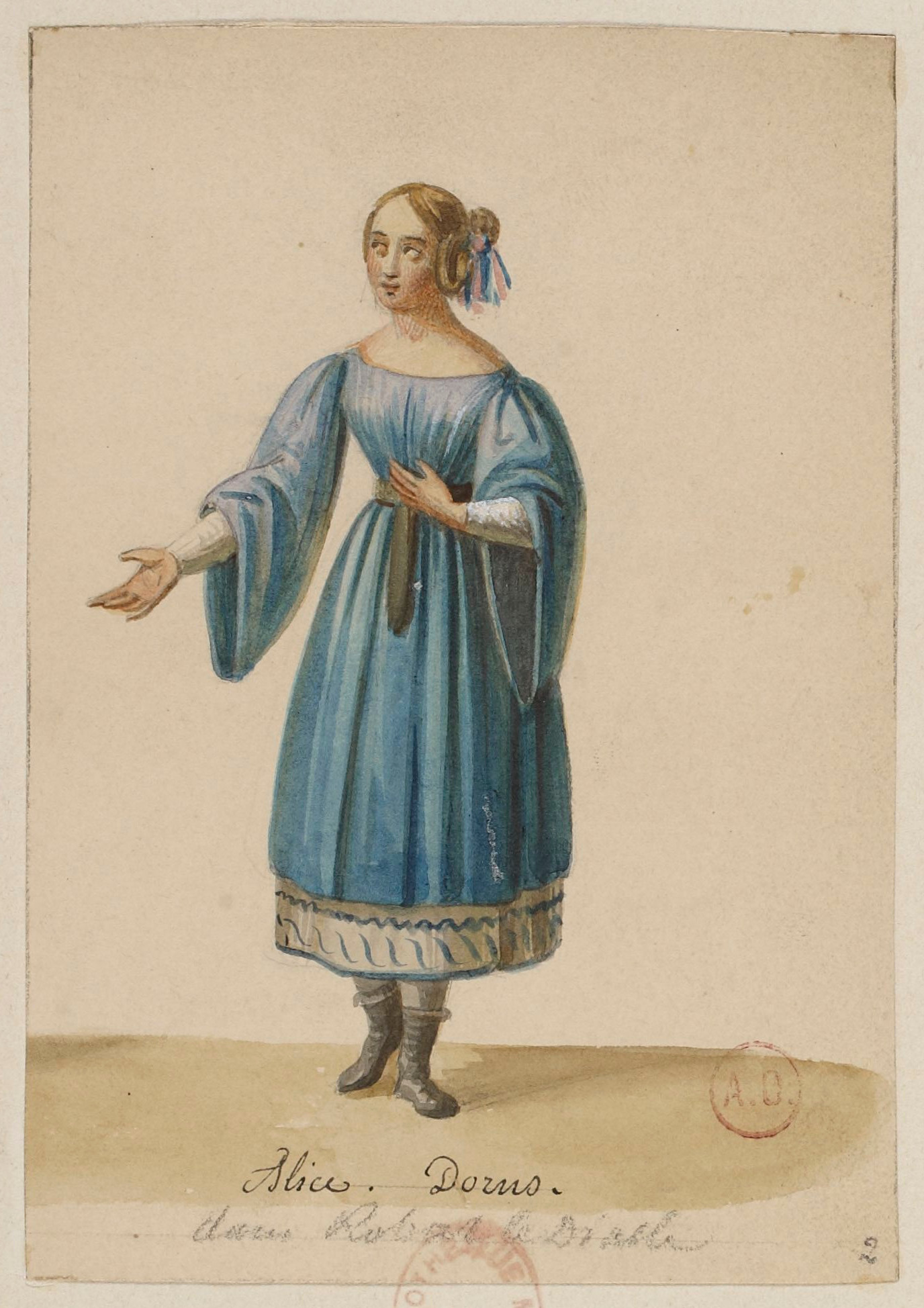
Julie Dorus-Gras als Alice in Meyerbeers Robert le diable, 1831, Kostümfigurine von Eugène Du Faget

In der Folge ging sie zurück nach Paris, wo sie am 9. November 1830 an der Oper als Adèle in Rossinis Le comte Ory mit Erfolg debütierte. In den kommenden Jahren stieg sie zu einem der Stars der Pariser Oper auf, neben Laure Cinti-Damoreau und Adolphe Nourrit, mit denen sie in der Uraufführung von Meyerbeers Robert le diable am 21. November 1831 in der Partie der Alice auf der Bühne stand; dieselbe Rolle sang sie auch 1832 in London am Drury Lane Theatre. Später übernahm sie auch die ursprünglich für Cinti-Damoreau komponierte Koloratur-Rolle der Isabelle und soll laut Escudier den beiden ganz verschiedenen Partien in gleicher Weise musikalisch gerecht geworden sein.
Am 9. April 1833 heiratete sie Victor Gras (1800–1876), ersten Geiger der Pariser Oper, und fortan nannte sie sich Dorus-Gras.
Zu den Partien, die für die Dorus-Gras komponiert wurden, gehörten der Page Oscar in Aubers Le Bal masqué (1833), Prinzessin Eudoxie in Halévys La Juive (1835) und die Königin Marguerite in Meyerbeers Les Huguenots (1836). Nachdem sich 1835 die Cinti-Damoreau aus der Grand Opéra zurückgezogen hatte, war Julie Dorus-Gras einige Jahre lang der führende Koloratursopran dieser Institution.
Neben verschiedenen für sie komponierten Partien in Opern von Halévy sang sie am 10. September 1838 auch in der Uraufführung von Hector Berlioz’ erfolgloser Oper Benvenuto Cellini die Rolle der Teresa und am 10. April 1840 die Partie der Pauline in der Uraufführung von Gaetano Donizettis erster Grand opéra Les martyrs (der französischen Fassung von Poliuto). Großen Erfolg hatte sie auch in der ebenfalls für sie komponierten Partie der Ritta in La Xacarilla (1839) von Marco Aureliano Marliani.
Zu ihrem Repertoire gehörten außerdem die Donna Elvira in Mozarts Don Giovanni (1834) sowie die weiblichen Hauptrollen in Rossinis Guillaume Tell, in Spontinis Fernand Cortez, in Aubers Le Philtre, und in Le Rossignol von Louis Sébastien Lebrun, die sie alle von Cinti-Damoreau übernahm.
Sie ging außerdem regelmäßig auf Konzert-Tourneen und trat in Toulouse, Metz, Nancy, Lille und Straßburg auf. 1839 machte sie bei einer solchen Tournee in London Furore.
Ihre hervorragende Stellung an der Opéra wurde allerdings immer mehr von der Mätresse des Operndirektors Léon Pillet, der für ihre Herrschsucht berüchtigten Mezzosopranistin Rosine Stoltz, untergraben, die die Dorus-Gras als ihre schlimmste Rivalin hasste und ganz gezielt versuchte, sie zu vertreiben.
Schließlich beendete Julie Dorus-Gras 1845 ihre Karriere an der Pariser Opéra und trat in den nächsten Jahren bis 1850 vor allem in London auf. So sang sie 1847 in Covent Garden unter der Leitung von Berlioz die Titelrolle der Lucia di Lammermoor in englischer Sprache (die sie keineswegs gut beherrschte) und 1849 im selben Theater auch ihre angestammten Rollen der Elvire in La Muette de Portici, der Alice in Robert le diable und der Marguerite in Les Huguenots.
Laut White machte sie 1848 eine Amerika-Tournee, wie zuvor auch schon die Damoreau. Nach einem Konzert in Paris 1850 zog sie sich von der Bühne zurück.
Ihr weiteres Leben verbrachte sie in der französischen Hauptstadt, wo sie später Gesangsunterricht erteilte und im hohen Alter von 90 Jahren im Jahr 1896 verstarb. Sie wurde am 10. Februar 1896 auf dem Cimetière de Montmartre begraben, um ihr genaues Sterbedatum herrscht in der Literatur ebenfalls eine gewisse Unklarheit, angegeben werden der 6., der 8. oder der 9. Februar.

## Stimme und Kunst

Julie Dorus als Ginevra in Halévys Guido et Ginevra, 1838

Die Escudiers hinterließen eine interessante und ausführliche Beschreibung von Julie Dorus-Gras’ Stimme und Gesangskunst auf dem Höhepunkt ihrer Karriere 1840. Dabei betonen sie, dass die Dorus die einzige Sängerin der Pariser Oper gewesen sei, die „ohne jemals unterhalb ihrer brillanten Reputation zu sein“ sowohl dramatisch gefärbte „Rollen von Ausdruck und Energie“, wie u. a. die Alice in Robert le diable oder Ginevra in Halévys Guido et Ginevra, singen konnte als auch „leichte Rollen von purer Vokalisation“ wie die Marguerite in Les Huguenots oder Isabelle in Robert le diable. Daraus wie auch aus der folgenden Beschreibung geht hervor, dass sie offenbar die Kapazitäten eines dramatischen Koloratursoprans besaß – auch wenn dies im französischen Repertoire kaum verlangt wurde – und andererseits durch ihre Kunst der improvisierten Verzierungen beeindruckte:

„Ihre Stimme ist von einem schönen Umfang: Sie kann ohne Schwierigkeiten zwei gute Oktaven durchlaufen, vom tiefen c’ bis zum des’’’. Schwach und leicht verschleiert in der ersten Oktave wird sie klar und vibrierend in der zweiten; biegsam, beweglich, leicht, glänzt sie vor allem in den Fiorituren und den Ornamenten der Vokalisation. Die bizarrsten Passagen, die verschiedenartigsten Einfälle, die kühnsten Klippen der Roulade sind kein Hindernis für die wunderbare Leichtigkeit ihrer Kehle. Genauso exakt wie Mme Damoreau, zeichnet sich Mme Dorus außerdem durch den Glanz und die Kraft ihres Gesangs aus. Ihre Stimme, von perfekter Intonation, attackiert die Note mit überraschender Sicherheit und Entschlossenheit; sie ist so stark, dass sie sich ohne Nachteil gegen den ungezügelten Orchesterklang durchsetzt. Eine seltene und kostbare Qualität, besonders heute, wo die dramatischen Effekte leider mehr im Orchester als auf der Bühne stattfinden. …

Mme Dorus-Gras … hat durch ihr Beispiel bewiesen, dass die reichsten und zartesten Verzierungen weder mit den Formen noch mit dem Ausdruck des Dramas unvereinbar sind. Wenn es dieser gewandten Sängerin auch manchmal passiert, dass sie das dramatische Gefühl durch eine luxuriöse Überfülle an Ornamenten verletzt, mit wieviel Glück macht sie dieses vorübergehende Vergessen der Wahrheit aber durch den Schliff und den Geschmack ihrer Ausführung wieder gut.“

## Rollen für Julie Dorus-Gras

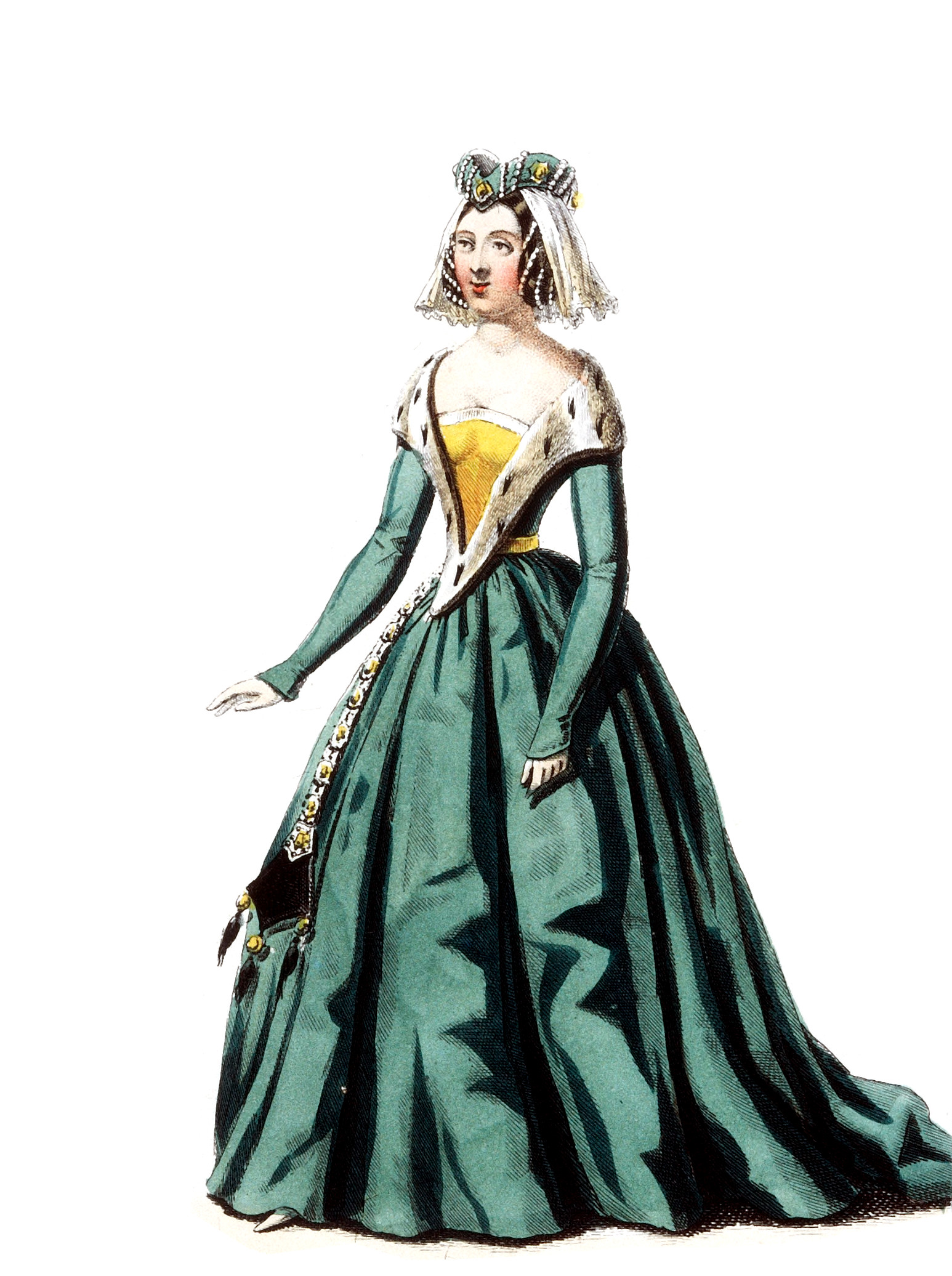
Julie Dorus als Isabeau de Bavière in Halévys Charles VI, 1843

Die folgenden Partien wurden für Julie Dorus-Gras komponiert. Alle Uraufführungen fanden an der Pariser Oper, damals Académie royale de Musique, statt.
- Alice in Robert le diable von Giacomo Meyerbeer, UA: 21. November 1831
- Page Oscar in Le Bal masqué von Daniel-François-Esprit Auber, UA: 27. Februar 1833
- Prinzessin Eudoxie in La Juive von Fromental Halévy, UA: 23. Februar 1835
- Königin Marguerite de Valois in Les Huguenots von Giacomo Meyerbeer, UA: 29. Februar 1836
- Ginevra in Guido et Ginevra von Fromental Halévy, UA: 6. März 1838
- Teresa in Benvenuto Cellini von Hector Berlioz, UA: 10. September 1838
- Ritta in La Xacarilla von Marco Aureliano Marliani, UA: 27. Oktober 1839
- Pauline in Les martyrs von Gaetano Donizetti, UA: 10. April 1840
- Königin Isabeau de Bavière in Charles VI. von Fromental Halévy, UA: 15. März 1843
- ? in Le Lazzarone von Fromental Halévy, UA: 28. März 1844
- Königin Élisabeth I in Marie Stuart von Louis Niedermeyer, UA: 6. Dezember 1844[26]